# FK Fakel Voronež
FK Fakel ruski je nogometni klub iz grada Voronježa. Trenutačno se natječe u Ruskoj Premijer ligi.
Klupsko ime na ruskome znači "baklja".

## Povijest
Klub je utemeljen 1947. u tada tajnoj zrakoplovnoj tvornici oznake п/я 71 . Iz tajnosnih razloga, momčadi nije službeno dodijeljeno ime, i o njemu se govorilo kao o voronješkoj gradskoj momčadi. Poslije je nosila naziv "Krilja sovjetov" ("Крылья советов"), koja je počela nastupati u gradskom prvenstvu pod nazivom "komanda Staljinskog rajona" (команда Сталинского района).
1959. je klub postao dijelom športskog društva Trud i preimenovan je u Trud Voronjež. 1976. je ponovno imenovan Fakel.
Klub je sudjelovao u sovjetskoj ligi od 1954.:
- 1954. – 1960. u Razredu B
- 1961. in Razredu A
- 1962. u Razredu B
- 1963. – 1970. u Razred A, skupina 2
- 1971. – 1978. u Sovjetskoj 2. ligi
- 1979. – 1984. u First League
- 1985. u Višoj ligi
- 1986. – 1987. u Sovjetskoj 1. ligi
- 1988. u Sovjetskoj 2. ligi
- 1989. – 1991. u Sovjetskoj 1. ligi

U doba SSSR-a, najveći klupski uspjeh Truda/Fakela je plasman u Sovjetsku Višu ligu 1961. (okončali na 15. mjestu) i 1985. (okončali sezonu na 17. mjestu). 
U sovjetskom nogometnom kupu, Fakel je dosegao poluzavršnicu 1984. godine.
Najveći Fakelov uspjeh u ruskom nogometu je 13. mjesto u RFPL-u 2000.
Fakel je nekoliko puta mijenjao ime od raspada SSSR-a: Fakel-Profus 1992., Voronjež 2002. i Fakel-Voronjež 2002. i 2003. godine.
Bivši poznati igrači su: Valerij Karpin, Aleksandr Filimonov i Raimonds Laizāns.

## Vanjske poveznice
- Službene stranice (na ruskome)
- Klupska povijest na KLISF-u
- Navijačke stranice
- Još jedne stranice  Arhivirana inačica izvorne stranice od 1. rujna 2006. (Wayback Machine)